# Alodij
U srednjovjekovnom pravu, alodij (lat. allodium) je nasljedno imanje u slobodnom vlasništvu, bez davanja i drugih obaveza i s pravom otuđenja.
Izraz "alodij" najčešće se koristi u kontekstu feudalizma, gdje je suprotstavljen vlasništvu s obavezama. U hrvatsko-ugarskom pravu zemljište vlastelina — vlastelinstvo ili feud — dijelilo se na alodij i na urbarijal ili rustikal. Potonji se sastojao od selišta gdje su vlastelinovi kmetovi stanovali i od čije su zemlje živjeli. Vlastelinu su pripadali plodovi zemlje u alodiju, koju su kmetovi obično imali obavezu obrađivati (tlaka) u zamjenu za zaštitu i pravo uživanja selišta. Za razliku od alodija, koji se mogao slobodno darovati ili prodati, kmetovi na svojim selištima nisu imali ta prava. Alodij se u hrvatskim izvorima katkada nazivao i "plemenšćina" ili "bašćina".

## Vezani članci
- Beneficij